# Stacey Michelsen
Pour les articles homonymes, voir Michelsen.
Stacey Michelsen est une joueuse de hockey sur gazon néo-zélandaise née le 18 février 1991 à Whangarei, Nouvelle-Zélande.

## Carrière
Première sélection avec l'équipe nationale en juin 2009, dernière place aux Jeux olympiques d'été de 2008 et meilleure jeune joueuse de l'année en 2011.
Avec l'Équipe de Nouvelle-Zélande féminine de hockey sur gazon, elle est médaillée de bronze en Champions Trophy en 2011 et aux Jeux du Commonwealth en 2014, médaillée d'argent aux Jeux du Commonwealth en 2010 et en coupe d'Océanie en 2017 et médaillée d'or aux Jeux du Commonwealth en 2018 et en coupe d'Océanie en 2019.